# Tres M
Tres M är en ort i Mexiko.   Den ligger i kommunen Tijuana och delstaten Baja California, i den nordvästra delen av landet, 2 300 km nordväst om huvudstaden Mexico City. Tres M ligger 199 meter över havet och antalet invånare är 917.
Terrängen runt Tres M är kuperad. Runt Tres M är det tätbefolkat, med 913 invånare per kvadratkilometer. Närmaste större samhälle är Tijuana, 19,9 km väster om Tres M. Omgivningarna runt Tres M är i huvudsak ett öppet busklandskap.